# 消防廳 (日本)
消防廳（日语：／ Shōbō-chō */?）是日本全國消防事務的統合機關，為總務省的外局。
需要注意的是，東京消防廳雖帶有「消防廳」三字，但其隸屬於東京都，與本機關沒有任何直接關係。為了區別兩者，通常會使用「總務省消防廳」稱呼本機關。

## 概要
基於國家行政組織法第三條第二項而設立，負責日本全國消防行政之政策規劃立法及消防標準之制定。內部職員皆為文官，亦沒有專屬的消防設備。對各自治體的消防組織只有指導建議的權力。

## 历史沿革

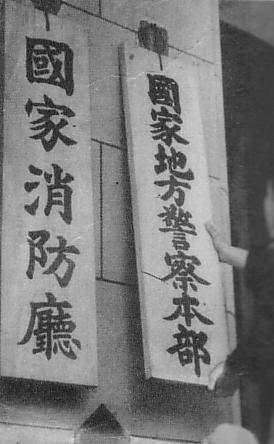
1948年3月7日，国家消防厅、国家地方警察挂牌仪式

- 1947年（昭和22年）1月15日 - 设立内务省警保局消防课。
- 1947年（昭和22年）12月31日 - 撤销内务省。
- 1948年（昭和23年）1月1日 - 内事局第一局設立消防課。
- 1948年（昭和23年）3月7日 - 撤销内事局。
- 1948年（昭和23年）3月7日 - 《消防組織法》施行。国家公安委員会设立国家消防厅，并设立管理局、消防研究所作为其内部部局。
- 1951年（昭和26年）8月1日 - 设立消防讲习所，作为国家消防厅的附属机关，同时升格为管理局教養課的下部机关。
- 1952年（昭和27年）8月1日 - 国家消防厅改组为国家消防本部。同时撤销管理局，消防研究所成为本部附属机关。
- 1959年（昭和34年）4月20日 - 消防讲习所改组为消防大学校。
- 1960年（昭和35年）7月1日 - 自治厅改组为自治省。国家消防本部从国家公安委員会分离，并改组为隶属自治省外局的消防厅。
- 1961年（昭和36年）7月1日 - 消防厅设立次长职位。
- 2001年（平成13年）1月6日 - 中央省庁再編中，消防厅为总務省外局。
- 2001年（平成13年）4月1日 - 消防研究所从消防厅分离，改组为独立行政法人消防研究所。
- 2005年（平成17年）8月15日 - 设立国民保護・防災部，为消防厅的内部部局。
- 2006年（平成18年）4月1日 - 消防大学校设立消防研究中心，同时继承原独立行政法人消防研究所的业务。

## 组织

### 现任官员
- 消防厅長官 : 林崎理
- 消防厅次長 : 米澤健
- 審議官 : 鈴木康幸
- 国民保護・防災部長 : 小宮大一郎
- 消防大学校长 : 牧慎太郎

### 内部部局
- 審議官
  - 总務課
    - 政策評价宣传官

  - 消防・救急課
    - 救急企画室
    - 救急专門官

  - 预防課
    - 消防技術政策室
    - 危险物保安室
    - 特殊災害室
    - 違反处理对策官
    - 国際規格对策官
    - 設備专門官

- 国民保護・防災部
  - 防災課
    - 国民保護室
    - 国民保護運用室
    - 应急对策室
    - 防災情報室
    - 災害对策官
    - 广域应援对策官
    - 震災对策专門官
    - 国際協力官

  - 参事官

### 審議会
- 消防審議会

### 设施等机关
- 消防大学校
  - 消防研究中心

## 外部連結
- 消防庁 （页面存档备份，存于）（日語）
- 総務省消防庁的X（前Twitter）